# Billa (film, 2007)
Pour les articles homonymes, voir Billa.
Billa est un film policier tamoul réalisé par Vishnuvardhan et sorti en 2007.
C'est le remake d'un film tamoul de 1980, Billa, lui-même inspiré d'un film hindi de 1978 : Don. Il a été entièrement tourné en Malaisie. Gros succès commercial, il a suscité une suite, Billa 2 (2012).

## Synopsis
David Billa (Ajith Kumar) est un dangereux parrain recherché par Interpol pour une cinquantaine de crimes. Il dirige ses activités depuis son repaire en Malaisie, où il est poursuivi par le détective Jai Prakash (Prabhu Ganesan), qui s'est installé sur place afin de le capturer.
Billa est protégé par Ranjith et C.J (Namitha), bientôt rejoints par Sasha (Nayantara). Celle-ci n'a en fait pour but que de tuer Billa, responsable de la mort de son frère et de sa fiancée.
Au cours d'une poursuite avec la police, Billa est gravement blessé et meurt en présence de Jai Prakash, qui l'enterre en secret. Il retrouve un sosie, un petit pickpocket du nom de Velu (également joué par Ajith Kumar), auquel il propose de se faire passer pour Billa ; en échange, il lui promet que son fils adoptif, Karan, aura une bonne éducation.
Après avoir été formé, Velu est renvoyé vers le gang. Au cours d'une réunion du réseau de Billa, C.J. est tuée par accident. Une fusillade éclate et Jai Prakash est tué par Jagdish (Rahman), qui se faisait passer pour un agent d'Interpol venu lui retirer la responsabilité de l'enquête. Velu est obligé de prendre la fuite devant la police et les membres du gang, tout en recherchant la dernière preuve qui pourrait le tirer d'affaire, une clé USB contenant tous les détails des activités criminelles de Billa.
Après plusieurs retournements de situation, l'assistant de Jai Prakash met la main sur la clé et passe un accord avec Velu pour capturer Jagdish. Velu organise une rencontre avec celui-ci. À l'issue d'une dernière confrontation, Jagdish est tué par la police, à laquelle Velu réussit à remettre la clé USB.

## Fiche technique
- Scénario : Javed Akhtar, Salim Khan
- Réalisateur : Vishnuvardhan
- Producteur : L. Suresh Balaji
- Musique : Yuvan Shankar Raja
- Diffusé par Balaji Movies Balaji Films, Ayngaran (États-Unis) et Ayngaran (Grande-Bretagne)
- Date de sortie : 14 décembre 2007[2]
- Langue : tamoul

## Distribution
- Ajith Kumar : Billa & Velu
- Nayantara : Sasha
- Prabhu Ganesan : Jai Prakash
- Namitha : C. J.
- Rahman : Jagdish
- Santhanam

## Musique
Les chansons du film ont été composées par Yuvan Shankar Raja, à l'exception de deux d'entre elles, qui se trouvaient déjà dans le film d'origine (Billa, musique de M. S. Viswanathan), et qui ont été remixées pour l'occasion :
- My Name is Billa - chanté par Sripathi Panditharadhyula Balasubrahmanyam
- Vethialaya Pottendy - chanté par Malaysia Vasudevan